# Kirche Knobelsdorf

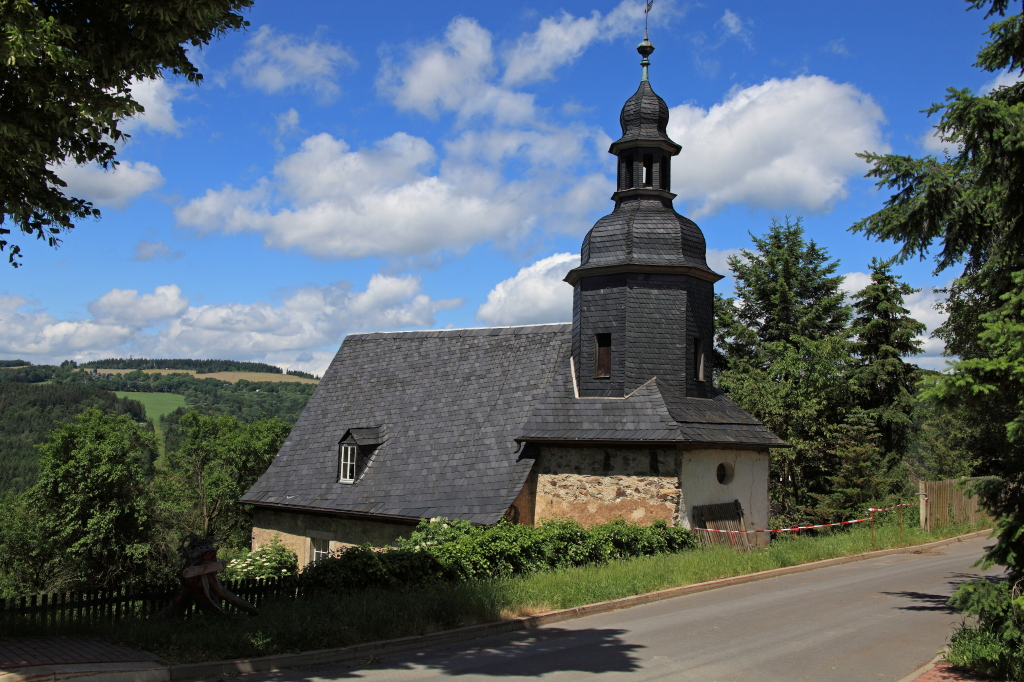
Kirche Knobelsdorf

Die evangelisch-lutherische, denkmalgeschützte Kirche Knobelsdorf steht am Friedhof von Knobelsdorf, einem Weiler im Stadtteil Saalfelder Höhe der Stadt Saalfeld/Saale im Landkreis Saalfeld-Rudolstadt in Thüringen. Die Kirchengemeinde Knobelsdorf gehört zum Pfarrbereich Kaulsdorf-Hohenwarte im Kirchenkreis Rudolstadt-Saalfeld der Evangelischen Kirche in Mitteldeutschland.

## Beschreibung
Die ursprüngliche kleine Saalkirche wurde 1484 gebaut. Ein großer Brand vernichtete nahezu das ganze Dorf und verschonte auch die Kirche nicht. Auf den Resten wurde die neue Kirche 1798 aus verputzten Bruchsteinen neu aufgebaut. Das Langhaus ist mit einem schiefergedeckten Satteldach versehen. Der Chorturm trägt eine Haube, auf der eine Laterne sitzt. In ihm hängt eine Glocke, ihre Inschrift weist darauf hin, dass sie im Erbauungsjahr der Kirche gegossen wurde. 1860 wurde sie umfassend renoviert.
Das Kirchenschiff ist mit einer Flachdecke überspannt. In ihm befinden sich zweigeschossige Emporen mit Brüstungen aus marmorierten Balustern. Der schmale einfache Kanzelaltar stammt aus dem 18. Jahrhundert. In den letzten Jahren wurde der Altarraum erneuert. Dabei wurde ein Fenster mit Butzenscheiben wiederentdeckt, das lange Zeit durch das Feuerwehrhaus verdeckt war, das am Chor angebaut war. Es stammt aus dem Vorgängerbau.
Die Orgel mit 7 Registern, verteilt auf ein Manual und ein Pedal, wurde 1839 von Seitzmann gebaut.